# Hawker Hector
Die Hawker Hector war eine Weiterentwicklung der erfolgreichen Hawker Audax aus der Hart-Familie. Es handelt sich um einen zweisitzigen, einmotorigen Doppeldecker, der ursprünglich nur als eine verbesserte Audax in der Rolle der Heeresunterstützung gedacht war.

## Entwicklung
Das Flugzeug erhielt als Antrieb den Napier Dagger IIIMS mit 805 PS. Als Rumpf wurde der der Audax verwendet, während der Oberflügel auf Grund der höheren Leistung durch einen geänderten ersetzt werden musste. Zusätzlich erfolgte der Einbau eines Heckrades. Der Prototyp K3719 flog erstmals am 14. Februar 1936. Alle 178 Serienmaschinen wurden bei Westland in Yeovil gebaut und im Jahre 1937 an die RAF geliefert.

## Einsatz
Neben sechs Heeresunterstützungs-Staffeln wurden auch fünf Staffeln der Auxiliary Air Force ausgerüstet. 1940 wurden die Hectors aus den aktiven Staffeln zurückgezogen und Trainingseinheiten zugewiesen. Nachdem Lastensegler-Einheiten aufgestellt worden waren, erfolgte der Einsatz der Hector bei der 296. Squadron zum Ziehen der Hotspur-Segler. Ende 1942 wurden die Hectors den Glider Training Schools zugewiesen und 1943 ausgemustert.

## Technische Daten
| Kenngröße             | Daten |
| --------------------- | --- |
| Besatzung             | 2 |
| Länge                 | 9,09 m |
| Spannweite            | 11,26 m |
| Flügelfläche          | 32,14 m² |
| Höhe                  | 3,17 m |
| Leermasse             | 1537 kg |
| max. Startmasse       | 2227 kg |
| Antrieb               | ein Napier Dagger III MS mit 600 kW (805 PS)                                                                             |
| Höchstgeschwindigkeit | 301 km/h in 1980 m Höhe                                                                                                  |
| Flugdauer             | 2,25 h |
| Dienstgipfelhöhe      | 7315 m |
| Bewaffnung            | 1 × starres 7,7-mm-Maschinengewehr, 1 × bewegliches 7,7-mm-Maschinengewehr Lewis, 2 × 51-kg-Bomben unter den Tragflächen |